# Pikelinia pallida
Espèce
Synonymes
- Misionella pallida Brescovit, Magalhaes & Cizauskas, 2016

Pikelinia pallida est une espèce d'araignées aranéomorphes de la famille des Filistatidae.

## Distribution
Cette espèce est endémique du Brésil. Elle se rencontre au Maranhão, au Piauí, au Bahia et au Rio Grande do Norte.

## Description
Le mâle holotype mesure 3,0 mm et la femelle paratype 4,0 mm.

## Systématique et taxinomie
Cette espèce a été décrite sous le protonyme Misionella pallida par Brescovit, Magalhaes et Cizauskas en 2016. Elle est placée dans le genre Pikelinia par Magalhaes et Ramírez en 2022.

## Publication originale
- Brescovit, Magalhaes & Cizauskas, 2016 : « Three new species of Misionella from northern Brazil (Araneae, Haplogynae, Filistatidae). » ZooKeys, no 589, p. 71-96 (texte intégral).